# Shannon Walkerová
Shannon Baker Walkerová (* 4. června 1965 Houston, Texas, USA) je americká astronautka. Jako 515. člověk ve vesmíru se zúčastnila dvou misí na Mezinárodní vesmírnou stanici (ISS). V roce 2010 v Sojuzu TMA-19, v roce 2020 ve SpaceX Crew-1. Její lety trvaly celkem 330 dní, 13 hodin a 40 minut. Je vdaná za astronauta Andrewa Thomase.

## Život

### Studium a zaměstnání
Shannon Walkerová v rodném Houstonu roku 1983 dokončila střední školu a poté také Riceovu univerzitu, kde se roku 1987 se stala bakalářkou z fyziky a o pět let později magistrou z astrofyziky. Roku 1993 získala z astrofyziky i doktorát. 
Současně už od roku 1987 pracovala v Johnsonově vesmírném středisku NASA. Nejprve v řídicím středisku podporovala několik misí raketoplánů Space Shuttle a poté se v kanceláři programu Mezinárodní vesmírné stanice zapojila do vývoje, konstrukce a integrace hardwaru pro ISS. V počátcích existence ISS se vrátila k řízení mise a vedla inženýrský tým zodpovědný za technický stav stanice.

### Astronautka
Počínaje 15. náborem NASA roku 1994 se hlásila mezi astronauty, uspěla až po deseti letech při 19. náboru a 6. května 2004 byla zařazena do oddílu. Absolvovala všeobecnou kosmickou přípravu a v únoru 2006 získala kvalifikaci letové specialistky.
V červenci 2008 byla jmenována do záložní posádky Expedice 21 (start v září 2009) a hlavní posádky Expedice 24 se startem v květnu 2010. V září 2008 bylo její jmenování bylo oficiálně potvrzeno. Do kosmu odstartovala z Bajkonuru 15. června 2010 ve 21:35 UTC v Sojuzu TMA-19, společně s Fjodorem Jurčichinem a Douglasem Wheelockem. Na ISS strávila přes pět měsíců ve funkci palubní inženýrky Expedic 24 a 25. Vrátila se v Sojuzu TMA-19 s Jurčichinem a Wheelockem. Přistáli 26. listopadu ve 4:46 UTC v Kazachstánu, 84 km severně od Arkalyku po 163 dnech, 7 hodinách a 11 minutách letu.
Dne 31. března 2020 byla vybrána na let Crew-1, první řádnou misi lodi Dragon Crew společnosti SpaceX. Ke svému druhému letu do vesmíru odstartovala v posádce, jejímiž členy dále byli Michael Hopkins, Victor Glover a Sóiči Noguči, z Kennedyho vesmírného střediska 16. listopadu 2020 v 00:27 UTC. Po připojení k ISS se stala letovou specialistkou Expedice 64. Před odletem velitele expedice Sergeje Ryžikova v Sojuzu MS-17 od něj 15. dubna 2021 převzala funkci a v prvních 12 dnech Expedice 65 byla její velitelkou. Následně od ní 27. dubna 2021 funkci převzal Akihiko Hošide a Shannon Walkerová se zbytkem své posádky a ve své lodi opustila ISS a přistála v Mexickém zálivu nedaleko pobřeží Floridy 2. května 2021 v 6:56 UTC, tedy po 167 dnech, 6 hodinách a 29 minutách letu.
V posledních letech před odchodem do penze působila jako zástupkyně vedoucího Kanceláře oddílů astronautů. Dohlížela tak na průběh výcviku 23. skupiny astronautů vybrané v roce 2021 a dovedla ji k závěru výcviku v roce 2024. Oddíl astronautů i agenturu NASA opustila 10. července 2025.